# 襄王 (魏)
襄王（じょうおう）は、中国戦国時代の魏の君主（在位：紀元前319年 - 紀元前296年）。姓は姫、氏は魏、諱は嗣。恵王の子。

## 生涯
恵王後元16年（紀元前319年）、恵王が死去すると、後を嗣いで魏王となった。
襄王元年（紀元前318年）、楚・斉・趙・韓・燕の軍とともに秦を攻撃したが、函谷関で敗れて撤退した。
襄王2年（紀元前317年）、斉軍に観津を攻め破られた。襄王5年（紀元前314年）、秦の樗里疾に曲沃を奪われ、魏の公孫衍は岸門に敗走した。襄王6年（紀元前313年）、秦の求めに応じて公子政を魏の太子に立てた。襄王は秦の恵文王と臨晋で会合した。襄王7年（紀元前312年）、斉を攻撃した。秦とともに燕を攻撃した。
襄王8年（紀元前311年）、魏の将軍の翟章が衛を攻撃した。衛を擁護した成陵君を免官した。
襄王9年（紀元前310年）、襄王は秦の武王と臨晋で会合した。秦の張儀や魏章が魏に帰順してきた。張儀を宰相としたが、翌年に死去した。
襄王11年（紀元前308年）、襄王は秦の武王と応で会合した。襄王12年（紀元前307年）、秦の公孫緩が侵入し、皮氏を包囲した。将軍の翟章が救援の軍を発して、皮氏の包囲を破った。襄王14年（紀元前305年）、秦が武王后を魏に帰国させた。襄王16年（紀元前303年）、秦の攻撃により蒲阪・陽晋・封陵を失陥した。襄王17年（紀元前302年）、襄王は秦の武王と臨晋で会合した。秦が蒲阪の地を返還してきた。襄王18年（紀元前301年）、秦とともに楚を攻撃した。襄王21年（紀元前298年）、斉や韓とともに秦軍を函谷関で撃破した。
襄王23年（紀元前296年）、秦が河外の地と封陵を返還してきたため、講和した。この年のうちに襄王は死去した。在位23年。
西晋の咸寧5年（279年）、汲郡にあった王墓が盗掘され、副葬されていた数種の竹簡が見つかった。この竹簡は汲冢書と総称されている。